# Eva Glawischnig
Eva Glawischnig-Piesczek (ur. 28 lutego 1969 w Villach) – austriacka polityk i prawniczka, posłanka do Rady Narodowej, od 2008 do 2017 lider Zielonych – Zielonej Alternatywy.

## Życiorys
W 1987 zdała egzamin maturalny w szkole w Spittal an der Drau. Studiowała następnie prawo na Universität Graz, uzyskując w 1993 magisterium i doktoryzując się w 1999. Od 1992 do 1996 pracowała jako prawniczka w organizacji ekologicznej Global 2000.
Zaangażowała się w działalność polityczną w ramach austriackich Zielonych. W latach 1996–1999 była etatową działaczką partyjną, odpowiadając za ochronę środowiska w wiedeńskich strukturach partii. W 1999 po raz pierwszy wybrana na posłankę do Rady Narodowej, z powodzeniem ubiegała się o reelekcję w wyborach w 2002, 2006, 2008 i 2013. W kadencji 2006–2008 pełniła funkcję wiceprzewodniczącej (trzeciej przewodniczącej) niższej izby austriackiego parlamentu. W 2008 zastąpiła Alexandra Van der Bellena na stanowisku przewodniczącego klubu poselskiego Zielonych, a także na funkcji rzecznika federalnego Zielonych – Zielonej Alternatywy, stając się tym samym liderem tej partii. W 2017 ustąpiła z przywództwa w partii, zapowiadając wycofanie się z przyczyn osobistych z dalszej działalności politycznej.